# Roman Kryże

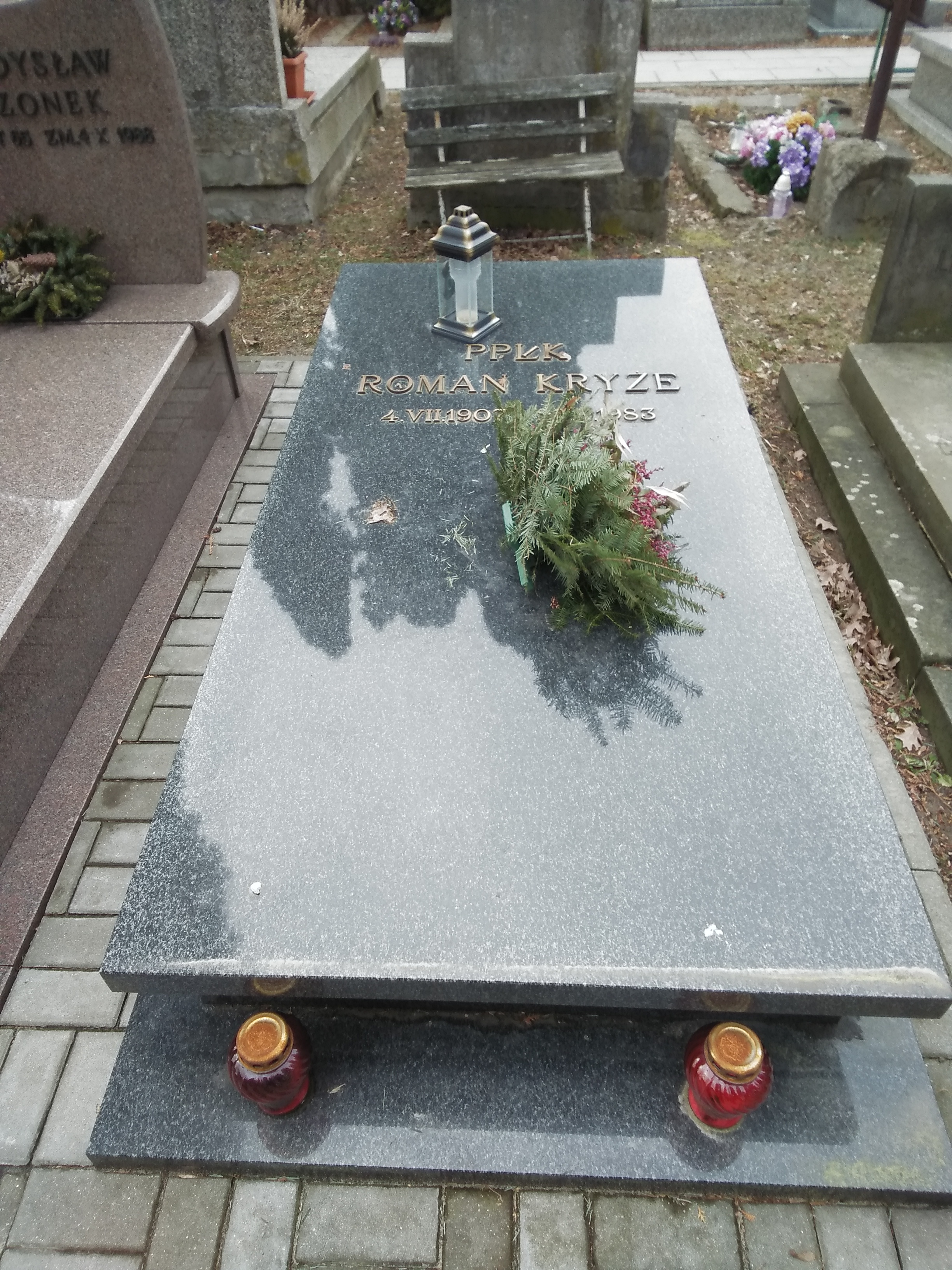
Grób Romana Kryże na Powązkach Wojskowych

Roman Józef Kryże (ur. 4 lipca 1907 we Lwowie, zm. 23 lutego 1983 w Warszawie) – polski prawnik, sędzia wojskowy orzekający w procesach politycznych, funkcjonariusz stalinowskiego aparatu represji, zbrodniarz komunistyczny, morderca sądowy.
Do jego zbrodni nawiązuje powiedzenie „Sądzi Kryże – będą krzyże”.

## Życiorys
Syn Tomasza Kryżego i Aleksandry z d. Jóźwiak.
Aplikację, asesurę i pierwsze lata w zawodzie sędziego odbył w sądzie grodzkim Sądu Okręgowego w Grudziądzu. W Wojsku Polskim II RP został awansowany na stopień podporucznika piechoty ze starszeństwem z dniem 1 grudnia 1932. W latach 30. był oficerem rezerwy 63 Toruńskiego pułku piechoty. Podczas kampanii wrześniowej pełnił służbę w stopniu podporucznika w szeregach 65 pułku piechoty. Od 18 września 1939 do 5 lutego 1945 przebywał w niewoli niemieckiej – w oflagu VII C Laufen (numer jeńca 32058). Po oswobodzeniu brał udział w walkach o przełamanie Wału Pomorskiego.
Od 14 maja 1945 był sędzią kolejno: Sądu Grodzkiego w Grudziądzu (do 3 lipca 1945), Wydziału I Najwyższego Sądu Wojskowego (do 31 października 1950) i Wydziału II NSW (do 11 sierpnia 1955). 11 sierpnia 1955 został przeniesiony do rezerwy. W latach 1955–1977 był sędzią Sądu Najwyższego. Brał udział w orzekaniu wyroków skazujących, w tym również na karę śmierci, w sprawach przeciwko działaczom podziemia niepodległościowego, m.in. rotmistrza Witolda Pileckiego i majora Tadeusza Pleśniaka. W 1964 był przewodniczącym składu sędziowskiego, który wydał wyroki skazujące w sprawie tzw. afery mięsnej (skazał Stanisława Wawrzeckiego na karę śmierci oraz czterech innych dyrektorów zakładów mięsnych na karę dożywocia). Wiele z wyroków wydanych przez niego zostało uznanych po 1989 za mordy sądowe. Bezwzględność w wydawaniu wyroków śmierci w okresie stalinowskim przyczyniła się także do ukucia powiedzenia: „Sądzi Kryże – będą krzyże”, a także określenia „ukryżować”. Określenia tego używał m.in. znany adwokat i obrońca w procesach politycznych Władysław Siła-Nowicki.
W 1946 został odznaczony Srebrnym Krzyżem Zasługi.
Zmarł w 1983 i został pochowany w Kwaterze Ł Cmentarza Wojskowego na Powązkach.
Był ojcem Andrzeja Kryżego.